# St. Andreas (Kleinsorheim)

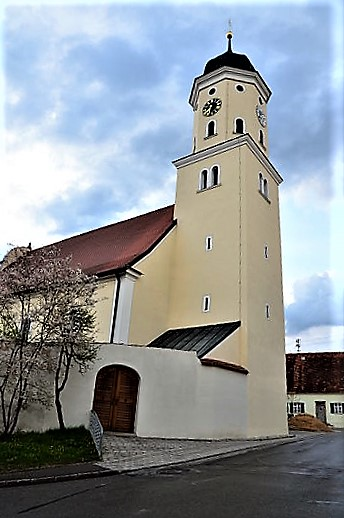
St. Andreas in Kleinsorheim

Die evangelische Pfarrkirche St. Andreas in Kleinsorheim, einem Gemeindeteil der Gemeinde Möttingen im schwäbischen Landkreis Donau-Ries in Bayern, wurde im Jahr 1702 errichtet. Die Kirche im ummauerten Friedhof ist ein geschütztes Baudenkmal.

## Geschichte und Beschreibung
Eine Kirche in Kleinsorheim ist erstmals 1312 urkundlich überliefert. 1702 wurde die Kirche neu errichtet und 1764 erfolgte ein Erweiterungsbau.
Die dem Apostel Andreas geweihte Saalkirche besitzt eine flache Decke und eine Empore im Westen. Der westliche Giebel ist mit Voluten geschmückt. Der aus Bruch- und Ziegelsteinen bestehende Bau besitzt hohe Rundbogenfenster. Der Unterbau des Turms ist quadratisch, auf ihm sitzen zwei oktogonale Obergeschosse, die gekuppelte Rundbogenfenster besitzen. Der Turm mit rundbogigen Schallöffnungen wird von einer Zwiebelhaube bekrönt.